# Primorsko (obchtina)
Pour les articles homonymes, voir Primorsko (homonymie).
La commune de Primorsko (en bulgare Община Приморско - Obchtina Primorsko) est située dans l'est de la Bulgarie.

## Administration

### Structure administrative
La commune compte 2 villes et 4 villages :
| - Ville de Primorsko - hab. - Ville de Kiten - 1181 hab. - Village de Novo Panitcharévo | - Village de Pisménovo - Village de Vessélié - Village de Yasna polyana |

## Économie
L'activité économique dans la commune de Primorsko est essentiellement basée sur le tourisme balnéaire estival, sur le littoral. Les autres activités importantes, qui se déroulent tout au long de l'année, sont, en bord de mer la pêche et, à l'intérieur des terres, l'agriculture et la sylviculture.

## Galerie

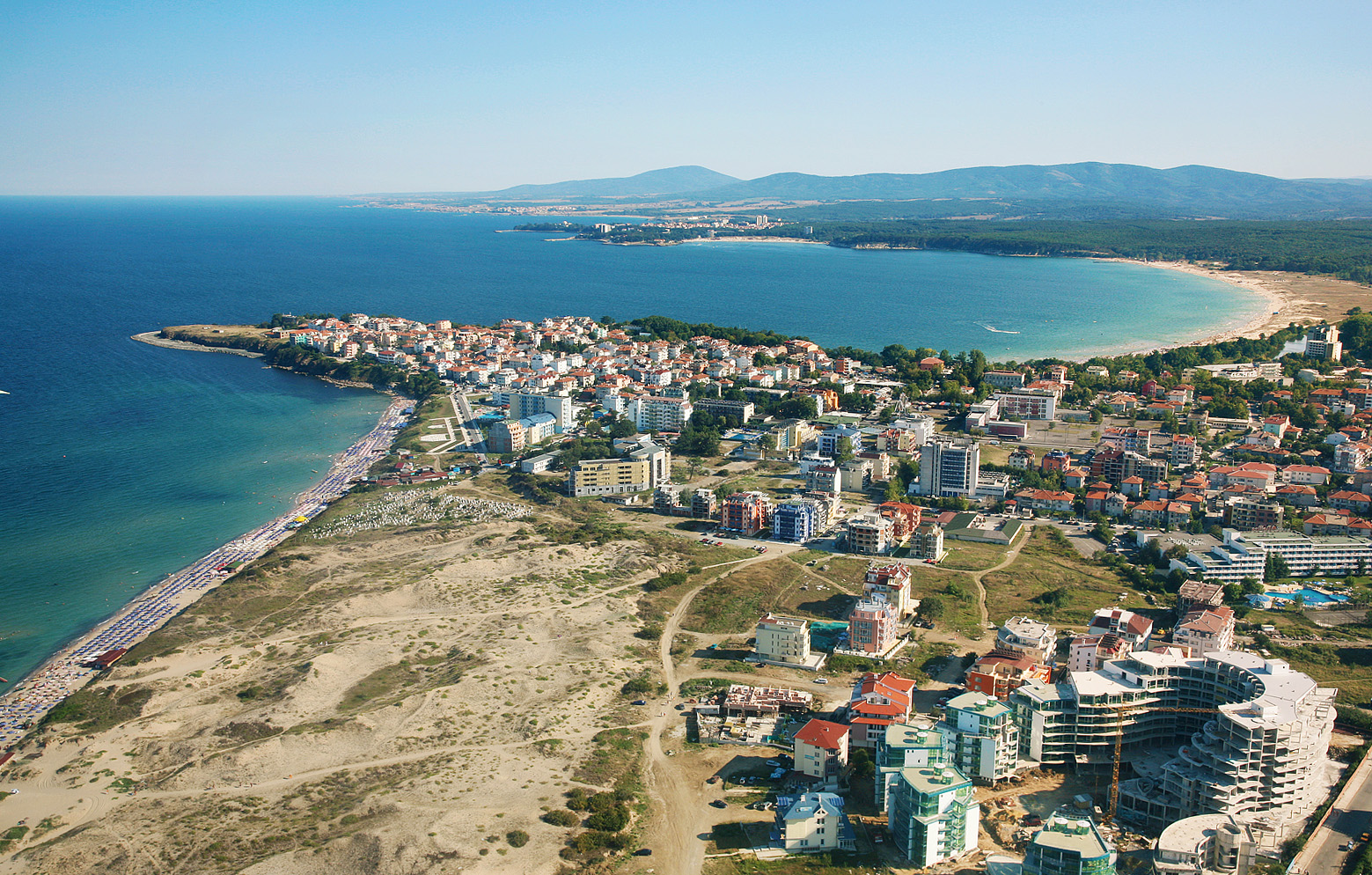
Primorsko vu d'avion
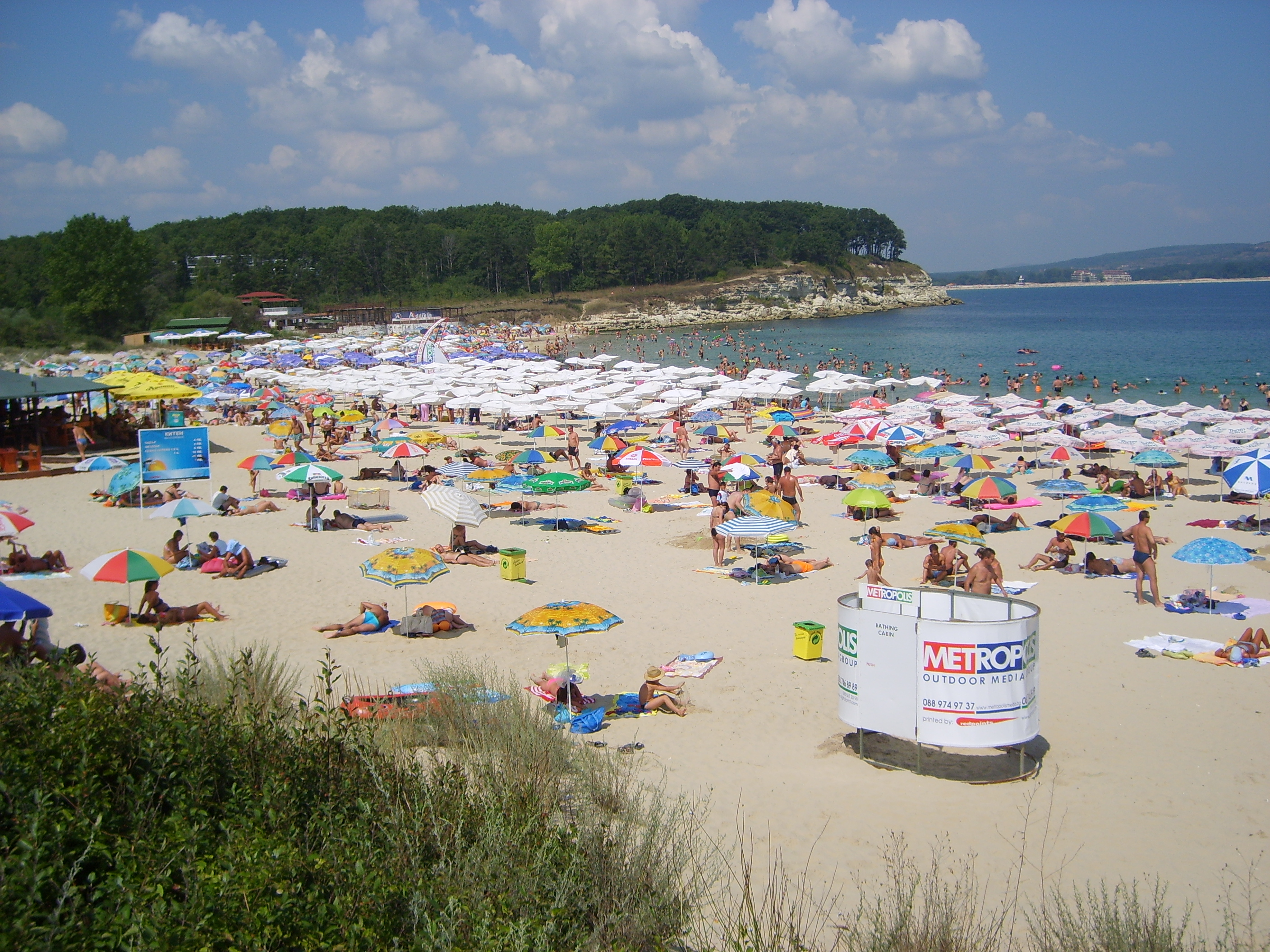
La plage nord et le golfe Atliman à Kiten
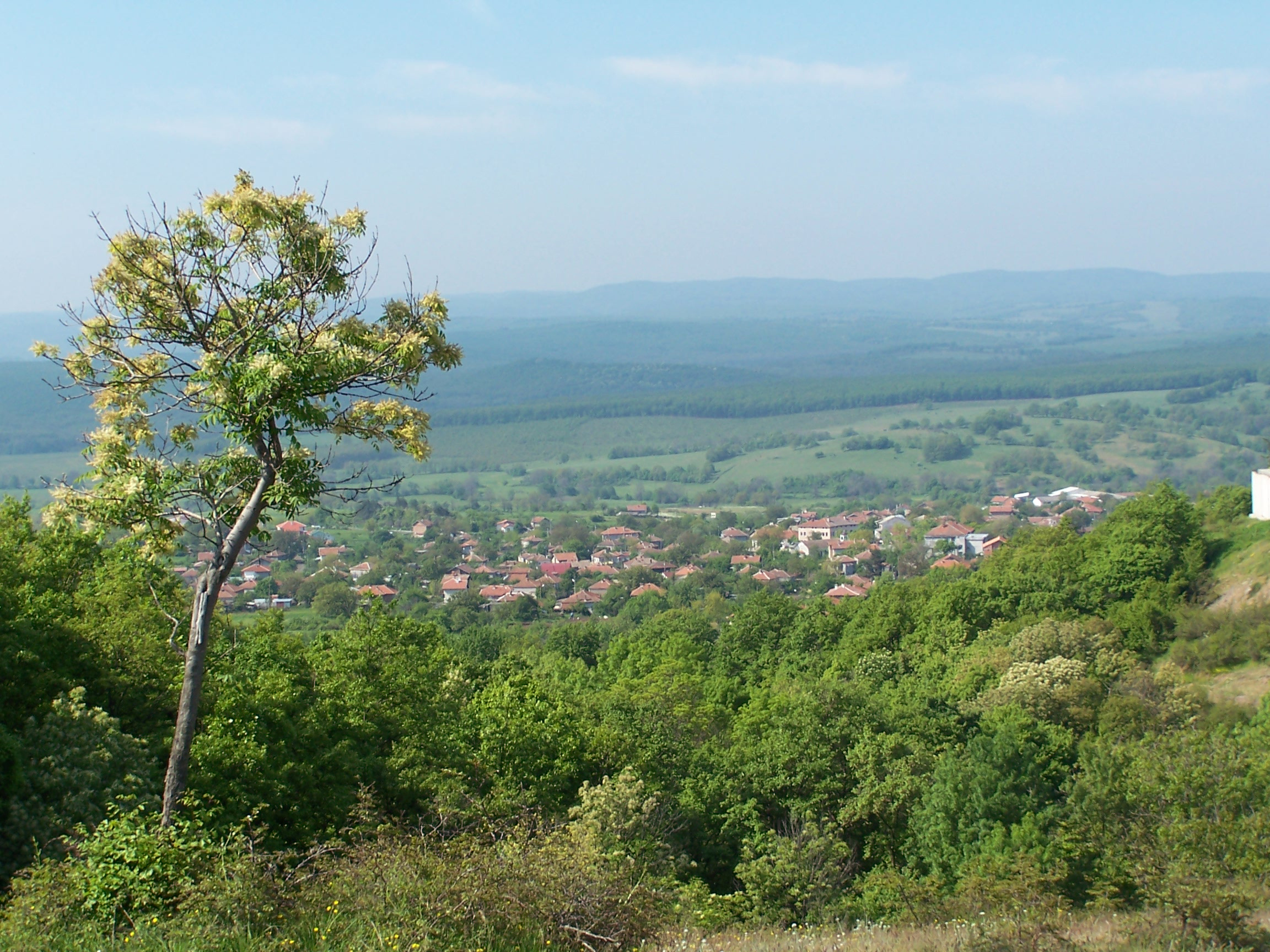
Le village de Vessélié (vue d'est en ouest)